# 1053 Vigdis
1053 Vigdis är en asteroid i huvudbältet som upptäcktes den 16 november 1925 av den tyske astronomen Max Wolf. Dess preliminära beteckning var 1925 WA. Det är okänt vad asteroiden namngetts efter, men Vigdis är ett förnamn.
Vigdis senaste periheliepassage skedde den 27 februari 2019.[Uppdatering behövs]